# Салуквадзе Ананій Максимович
Ананій Максимович Салуквадзе (груз. ანანია მაქსიმეს ძე სალუქვაძე, 1889-1935) — грузинський політик, соціал-демократ, член Установчих зборів Грузії (1919—1921).

## Біографія
Народився 1889 року у місті Озургеті у селянській сім'ї. Рано втратив батька та виховувався вітчимом, торговцем Джамулетом Карцивадзе. До школи не ходив, читати й писати навчився вдома. У дитинстві працював чорноробом, потім був учнем у технічному відділенні заводу Манташева у Батумі, але через закриття фабрики не зміг продовжити навчання.
У 1905 році він став членом РСДРП, примикав до меншовиків. Співпрацював із соціал-демократичною пресою та був активним учасником революційних акцій протесту в Гурії. Неодноразово заарештовувався, кілька місяців провів у в'язниці.
У 1910 році його призвали до армії. Служив у місті Острог Волинської губернії. Під час служби в армії створив таємний гурток із солдатами різних національностей. 24 січня 1914 року Житомирська жандармерія провела в нього обшук і вилучила заборонену літературу. Через це Салуквадзе був заарештований разом із товаришами і вісім тижнів провів у камері, де йзахворів. Його відправили у військовий госпіталь, але через початок Першої світової війни суд більше не розглядав справу і Салуквадзе був звільнений. Перебуваючи в армії, написав оповідання «Пан», «Лісові брати» і «Праця в царстві».
У грудні 1915 року повернувся на батьківщину. З 1916 працював у соціал-демократичних організаціях Тбілісі, організував робітничі гуртки на заводах, очолював страйки. Був членом Закавказького обкому РСДРП. Використовував псевдоніми «Геркулес», «Вільний робітник», «Ананій», «А. Жуджіспірелі», «Жузіспірелі», «Жун-Маврі».
З 1917 року був членом Національної ради Грузії та підписав Акт про незалежність Грузії. У 1918 році був депутатом парламенту Грузії. 12 березня 1919 року був обраний депутатом Установчих зборів Грузії, входив до господарської колегії та військової комісій. Працював у освітньому відділі Народної гвардії.
Після радянської окупації в 1921 році залишився в Грузії і приєднався до руху опору. Влаштовував незаконні друкарні та військові організації. Було заарештовано 22 травня 1921 року за організацію антиурядової демонстрації. 6 червня був звільнений через хворобу. Жив нелегально, переховувався, був заарештований 1 серпня 1922 року. Засуджений до 3 років в'язниці. 16 грудня 1922 року разом із іншими 52 політв'язнями відправлений відбувати покарання в РРФСР. 12 січня 1923 року був поміщений до суздальської в'язниці на три роки. Після відбування покарання було звільнено із забороною жити на Кавказі та в Криму.
21 грудня 1928 року заборона на проживання в Криму була знята, оскільки з юності хворів на туберкульоз. Салуквадзе оселився в Лівадії За незаконне листування його було заарештовано і 14 грудня 1931 року вислано до Середньої Азії на три роки. Жив в Алма-Аті, одружився і завів сім'ю (до нього приїхала наречена з Грузії).
Помер у засланні 1935 році. Там його й поховали. У 1960-х роках його син Шота Салуквадзе перевів його рештки на Сабурталінський цвинтар у Тбілісі.